# Michel Nieva
Michel Nieva (1988) é um escritor argentino. Ele nasceu em Buenos Aires. Escreveu vários livros, entre eles a coleção de poesia Papelera de reciclaje, romances como ¿Sueñan los gauchoides con ñandúes elétricos? e Ascenso y apogeo del imperio argentino, e ensaios compilados no volume Tecnología y barbarie . Sua obra em prosa frequentemente aborda a ficção científica, gêneros especulativos e a tradição histórica e literária argentina, uma mistura apelidada de gaúchopunk . Ele também é professor e tradutor.
Em 2021, Nieva foi nomeado pela revista Granta como um dos melhores jovens escritores da língua espanhola. Seu conto Dengue boy, publicado naquela revista, ganhou o Prêmio O. Henry em 2022; no ano seguinte, foi desenvolvido no romance La infancia del mundo (Dengue boy: A infância do mundo).

## Obra em português
- Dengue boy: A infância do mundo. (Tradução de Joca Reiners Terron) (Record, 2024)